# سيباستيان كارلسون (مغني)
سيباستيان كارلسون (بالسويدية: Sebastian Karlsson)‏ هو مغني سويدي، ولد في 2 يناير 1985 في Heby ‏ في السويد.

## وصلات خارجية
- الموقع الرسمي
- سيباستيان كارلسون على موقع ميوزك برينز (الإنجليزية)
- سيباستيان كارلسون على موقع قاعدة بيانات الأفلام السويدية (السويدية)
- سيباستيان كارلسون على موقع أول ميوزيك (الإنجليزية)
- سيباستيان كارلسون على موقع ديسكوغز (الإنجليزية)